# Alina Chivulescu
Alina Chivulescu (n. 21 iulie 1974, Mangalia) este o actriță din România de teatru, film și televiziune.

## Studii - Carieră
A învățat la următoarele instituții: Liceul Teoretic Callatis și Liceul Pedagogic Constanța.
În anul 1999, a absolvent Institutul de Artă Teatrală și Cinematografică București (UNATC).; debutează în cinematografie la numai 22 de ani, în 1996.
În 1992, a participat la concursul „Miss Marea Neagră” organizat în Bulgaria, unde obține locul II. iar în același ani câștigă concursul “Miss România”.
În 22 aprilie 1993, la Concursul Internațional de Frumusețe care s-a desfășurat în Bulgaria la Sofia, sub genericul: “Frumusețea va salva lumea”, a adus pentru prima dată în România, la Mangalia, marele premiu “Miss Planet”.
Între 1994 - 1998 a prezentat Festivalul Național de Muzică Ușoară "Mamaia".

## Filmografie
- Eu sunt Adam (1995)[2][3]
- Alien Abduction: Intimate Secrets (1996) – Massage Fantasy Girl[4]
- Omul zilei (1997) – dansatoarea Ana Nicolau[5][6]
- Orient Express (2004) – Adrienne de Raval[7][8]
- Ho Ho Ho (2009) - Carmen[9] [10]
- Selfie (2014) - Cecilia[11] [12]
- Selfie 69 (2016) - Cecilia[13][14]

## Seriale de televiziune
- La bloc (2002) - Bela Curcă[15]
- Vine poliția! (2008) - Silvia Corbescu[16]
- Îngerașii (2008) - Mara[17]
- Aniela (2009) - Lulu Sacioreanu[18]
- Iubire și Onoare (2010) - Amina Hammoud[19]
- Las Fierbinți (2012) - Manuela[20]
- O nouă viață (2014) - Amalia Barbu[21]
- O grămadă de caramele (2017) - Nora Șerban[22][23]
- Fructul oprit (2018-2019) - Helene Descamps[24]
- Ruxx (2022) – Liliana[25]
- Ana, Mi-ai fost scrisă în ADN (2025) – Victoria Mincu[26][27]

## Piese de teatru
- Sub clar de lună (1999) - Ortansa[28]
- Prenumele[29]
- Haimanaua[30]
- Nunta perfectă - Georgiana[31]

## Familie
- În perioada 1999 - 2003 a fost căsătorită cu Mihai Cuptor, cu care are un băiat Michael Cuptor.
- Din anul 2018  este căsătorită cu Dan Chișu.